# Expédition antarctique belge
Cet article fait partie d'un « bon thème » labellisé en 2011.

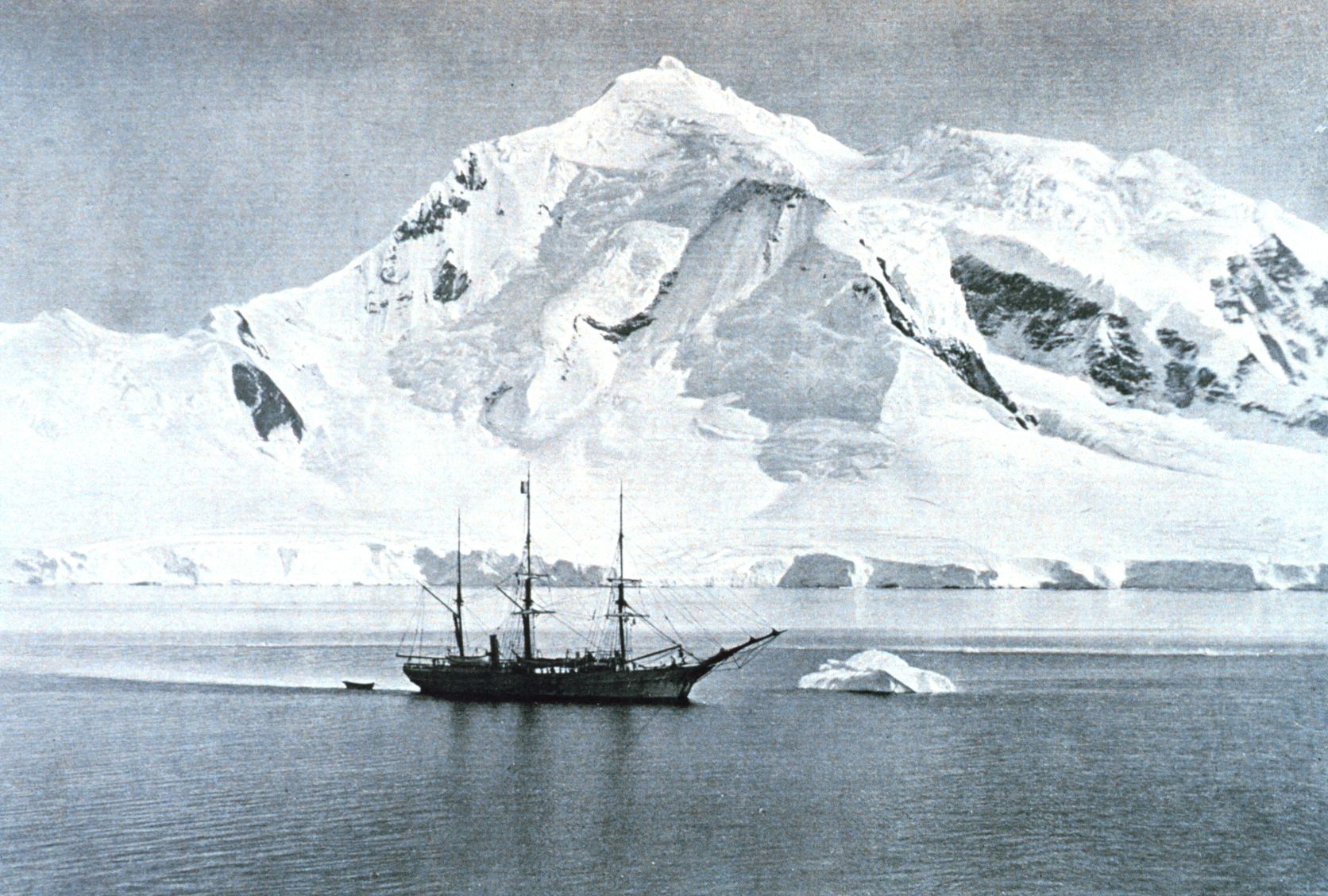
La Belgica au mont William, Antarctique.

L’expédition antarctique belge ou expédition Belgica, menée par Adrien de Gerlache de Gomery de 1897 à 1899, à bord de la Belgica, est la première expédition à hiverner dans la région antarctique. Considérée comme la première expédition de l'âge héroïque de l'exploration en Antarctique, elle est la première expédition belge en Antarctique. Parmi ses membres se trouvent Frederick Cook, Emil Racoviță et Roald Amundsen, explorateurs qui revendiqueront, respectivement, la conquête du pôle Nord et la conquête du pôle Sud et du passage du Nord-Ouest.

## Expédition

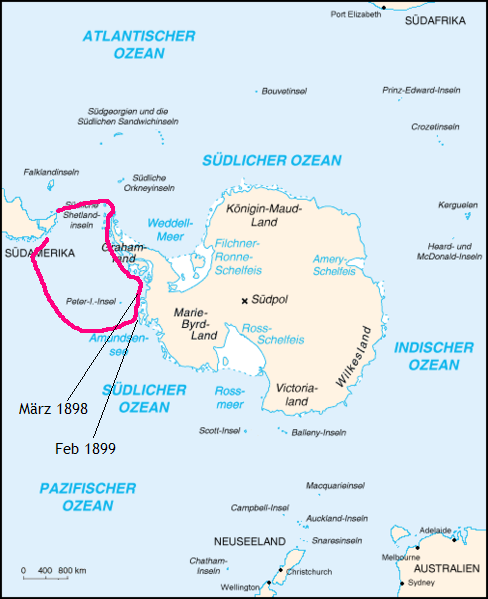
Trajet de l'expédition

### Départ
Première expédition en Antarctique avec des objectifs purement scientifiques, elle quitte Anvers le 16 août 1897 et se dirige vers les côtes ouest de la péninsule Antarctique.
Avant même l'arrivée vers le Sud, plusieurs membres de l'équipage abandonnent le navire où sont pris dans diverses querelles et incidents à Ostende, Montevideo et Punta Arenas, ce qui laisse des doutes sur le choix et qualité des membres de l'équipage comparé au personnel scientifique qui est irréprochable. Les différentes nationalités et langues, associées aux problèmes de discipline, minent le moral de l'équipage.
Après un long voyage, l'équipage accoste en Terre de Feu où ils auront les derniers contacts avec des hommes avant leur départ vers le grand sud. Ils ramèneront de cette escale des photos et un dictionnaire français-selknam établi par Racovitza, derniers témoignages connus des Amérindiens vivant dans cette partie du monde. Ils subissent également les tempêtes de la Terre de Feu et manquent de s'échouer sur un récif. Carl Wiencke, matelot emporté par une vague, meurt noyé.

### En Antarctique
Leur arrivée sur le continent Antarctique est l'occasion des premières découvertes scientifiques sur ces terres. Une équipe de scientifiques internationaux comprenant un biologiste, un glaciologue, un géographe, un naturaliste et un médecin va travailler pendant plusieurs semaines à collecter un maximum d'informations sur ces terres vierges.
Malgré la saison qui avance, il est décidé de poursuivre l'exploration plus au Sud ; le navire se retrouvera prisonnier des glaces quelques semaines plus tard près de l'île Pierre Ier, et dérivera en mer de Bellingshausen pendant les treize mois qui suivirent. L'expédition devint donc la première à hiverner officiellement dans la région Antarctique. En effet, des chasseurs de phoques avaient préalablement hiverné de force sur l'île du Roi-George dans les îles Shetland du Sud en 1821.
Les membres de l'expédition ont vécu dans des conditions météorologiques très rudes, mais cela ne les empêchera pas de récolter une quantité importante de données scientifiques et d'apporter des observations sur le cycle annuel en Antarctique. L'équipage est sévèrement touché par le scorbut, mais le docteur Cook, en conseillant la viande de phoques et de manchots, permettra de rétablir les membres de l'expédition,.
Le 5 juillet 1898, Émile Danco meurt d'une crise cardiaque.
Après des mois de dérive, le navire parvint à se libérer des glaces et faire route vers la Belgique où les explorateurs furent accueillis comme des héros. Cette première expédition scientifique lancera les grandes nations à la découverte du continent. L'expédition de la Belgica restera dans l'histoire comme l'expédition pionnière de la recherche scientifique en Antarctique. En effet, pour la première fois, une expédition avait exploré l'Antarctique avec un but avant tout scientifique, ramenant à son retour des hommes aguerris dont deux, Roald Amundsen et Frederick Cook, avaient découvert leur vocation polaire, celle qui allait les conduire à devenir des grands de la conquête des pôles, celui du Sud pour Amundsen, celui du nord pour Cook.

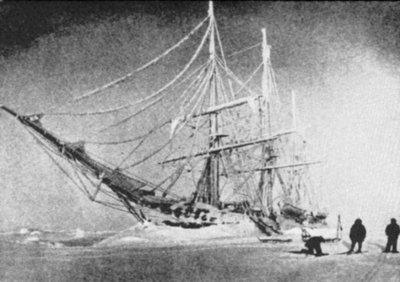
La Belgica prise dans les glaces
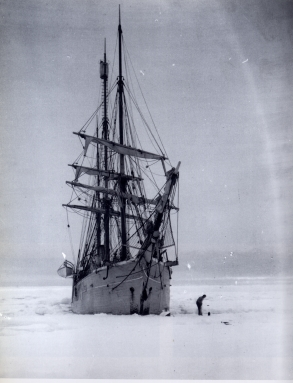
La Belgica
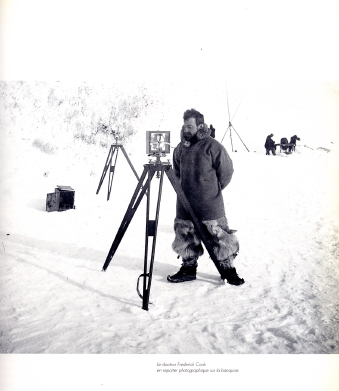
Frederick Cook
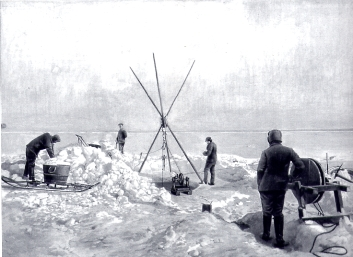
Mesure des courants sous-marins

## Membres de l'expédition
L'expédition comprenait :

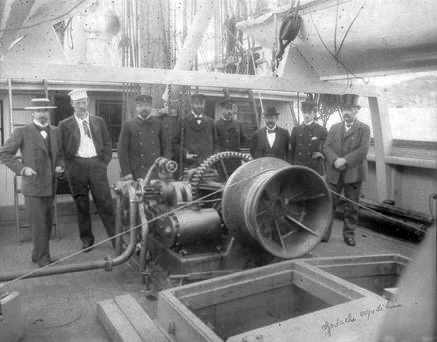
Des membres de l'expédition sur la Belgica

- Adrien de Gerlache de Gomery (1866-1934) : chef de l'expédition, belge ;
- Roald Amundsen (1872-1928) : second capitaine, norvégien ;
- Henryk Arctowski (1871-1958) : géologue, océanographe et météorologue polonais ;
- Frederick Cook (1865-1940) : chirurgien, anthropologue et photographe américain ;
- Émile Danco (1869-1898) : géophysicien belge ;
- Antoine Dobrowolski (1872-1954) : assistant-météorologiste polonais ;
- Gustave-Gaston Dufour (1876-1940) : matelot belge ;
- Ludvig-Hjalmar Johansen (1872-1914) : matelot norvégien[4] ;
- Engelbert Knudsen (1876-1900) : matelot norvégien ;
- Johan Koren (1877-1919) : matelot et assistant-zoologiste norvégien ;
- Georges Lecointe (1869-1929) : hydrographe et capitaine de la Belgica, belge ;
- Jules Melaerts (1876-?) : troisième lieutenant, belge ;
- Louis Michotte (1868-1926) : matelot et cuisinier belge ;
- Jean Van Mirlo (1877-1964) : matelot belge ;
- Henri Somers (1863-?) : chef mécanicien belge ;
- Max Van Rysselberghe (1878-?) : mécanicien belge ;
- Emil Racoviţă (1868-1947) : océanographe, spéléologue, zoologue et ethnographe roumain ;
- Adam Tollefsen ou Tolfsen (1866-?) : matelot norvégien ;
- Carl-Auguste Wiencke (1877-1898) : matelot norvégien ;
- Nansen, chat du bord.

## Postérité
L'expédition antarctique belge a baptisé plusieurs lieux d'après les membres de l'expédition comme le détroit de Gerlache, l'île Wiencke, l'île Anvers, l'île Liège, l'île Fridtjof ou la côte de Danco. Une plaque commémorative de l'expédition, érigée au sommet de l'île Brabant, est classée comme monument historique de l'Antarctique.
L'espèce Belgica antarctica est nommée d'après le navire.